# 룡연군

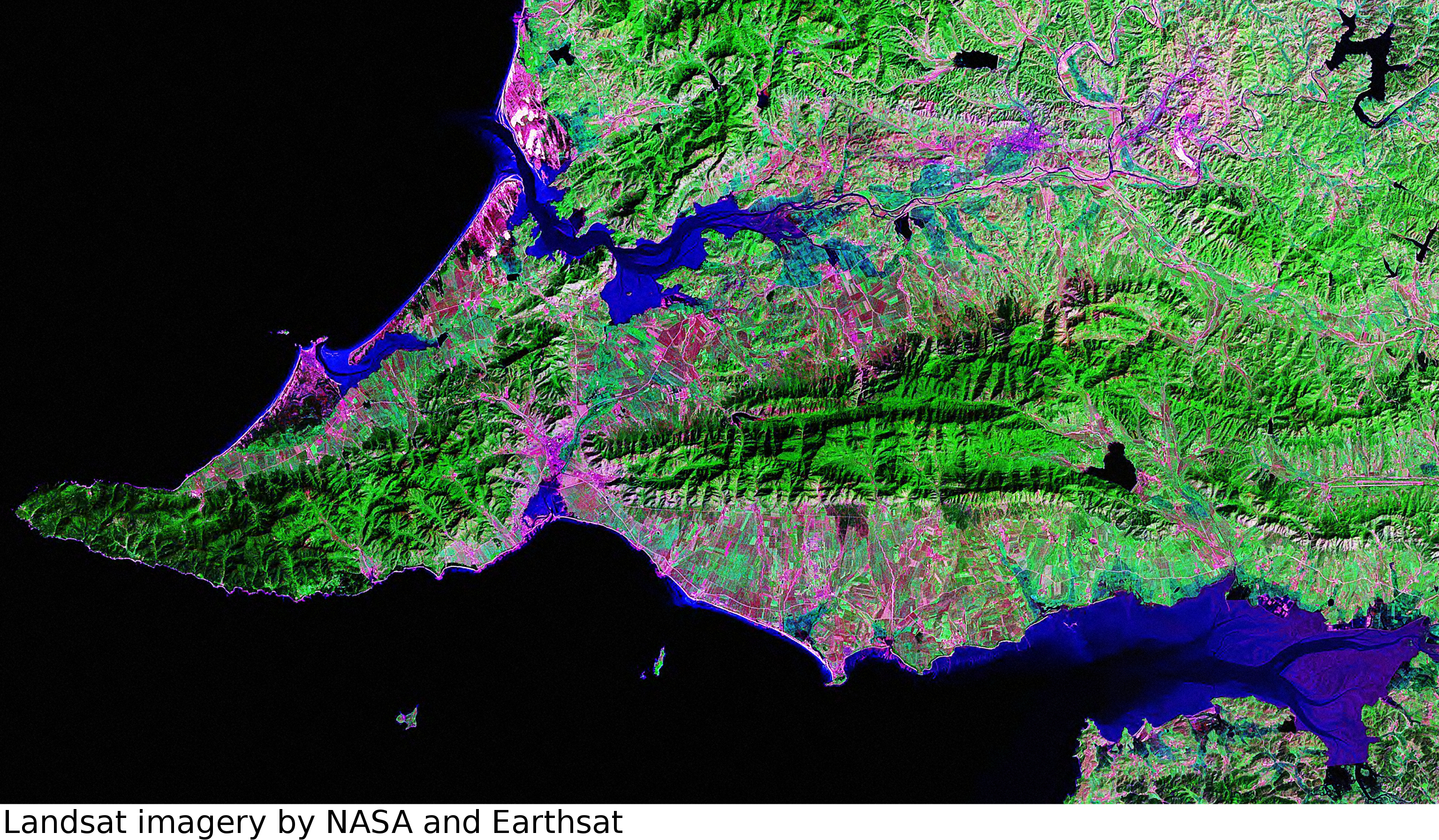
위성사진

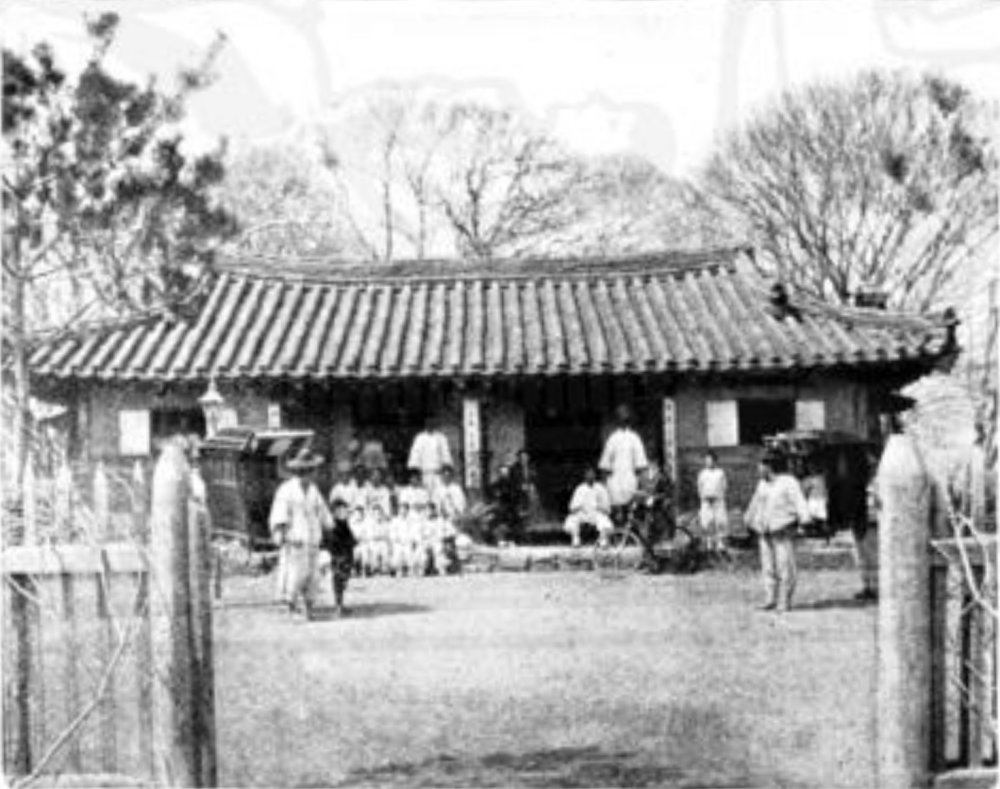
소래교회 (1895년)

룡연군(龍淵郡, 표준어: 용연군)은 황해남도에 위치한 군이다.

## 지리
서쪽의 황해로 뻗은 룡연반도에 위치한 군으로 동쪽으로는 태탄군, 북쪽으로는 장연군에 접한다.
룡연반도의 끝에는 장산곶이 있다. 반도 북해안에는 몽금포 마을이 있고 장산곶으로부터 이어지는 사구는 명승지로서 알려져 있다. 반도의 남해안은 대동만을 사이에 두고 옹진반도와 서로 마주 보고 있고 구미포 역시 경승지로서 알려져 있다.
장산곶의 앞바다에는 대한민국이 실효 지배하는 백령도가 있다.

## 역사
원래는 장연군의 일부였다.
한국의 기독교 역사에서는 1884년에 프로테스탄트의 교회당이 처음 건설된 곳으로서 알려져 있다. 중국에서 수세한 조선인 신도 서상륜 등에 의해 룡연반도 남해안의 구미포 부근(당시 장연군 대구면 송천리)에 처음 건설된 소래 교회(송천 교회)가 침례파와 장로파의 선교의 거점이 되었다.
1952년, 행정구역 개편으로 장연군의 해안면, 대구면, 룡연면의 13개리를 합쳐 룡연군을 신설했다. 1961년 3월에는 태탄군의 4개리를 편입하였다.

## 교통
철도는 지나지 않으며, 대신에 도로가 개설되어 있다.

## 행정구역
룡연군은 룡연읍(龍淵邑), 사원리(寺原里), 등산리(登山里), 구미리(九味里), 선포리(船浦里), 가평리(佳坪里), 룡호리(龍湖里), 룡정리(龍井里), 근록리(芹轆里), 석교리(石橋里), 평촌리(平村里), 봉태리(烽台里), 순계리(蓴溪里), 몽금포리(夢金浦里), 장산리(長山里), 오차진리(吾叉鎭里), 향초리(香草里), 원촌리(院村里), 남창리(南倉里), 고현리(古縣里), 곡정리(谷井里)로 구성되어 있다.

## 같이 보기
- 조선민주주의인민공화국의 행정 구역
- 조선민주주의인민공화국의 지리